# Курт Фрайвальд
Курт Фрайвальд (нім. Kurt Freiwald; 29 жовтня 1906, Берлін — 12 грудня 1975, Марбург) — німецький офіцер-підводник, капітан-цур-зее крігсмаріне, адмірал флотилії бундесмаріне.

## Біографія
1 квітня 1925 року вступив на флот. З 18 липня 1935 по 3 жовтня 1937 року — командир підводних човнів U-21 і U-7, одночасно з 22 листопада по 20 грудня 1936 і з 3 червня по 25 липня 1937 року — U-33. Як командир U-33 брав участь у громадянській війні в Іспанії, діяв біля узбережжя Іспанії і Португалії. З 4 жовтня 1937 року — референт штабу ОКМ в Берліні з питань підводних частин та Іспанії.
З 1 жовтня 1938 року — ад'ютант Еріха Редера. З 1 вересня по 31 жовтня 1943 року пройшов курс командира човна. З 1 листопада 1943 року по 5 травня 1945 року — командир U-181, на якому здійснив 2 походи (разом 225 днів у морі). Всього за час бойових дій потопив 5 кораблів загальною водотоннажністю 35 067 тонн.
| Дата             | Назва корабля  | Тип               | Тоннаж | Вантаж                                                             | Екіпаж | Загинули | Країна             |
| ---------------- | -------------- | ----------------- | ------ | ------------------------------------------------------------------ | ------ | -------- | ------------------ |
| 1 травня 1944    | Janeta         | Торговий пароплав | 5,312  | Баласт                                                             | 48     | 14       | Британська імперія |
| 19 червня 1944   | Garoet         | Торговий пароплав | 7,118  | Вугілля, цукор і 1000 тонн арахісу                                 | 99     | 89       | Нідерланди         |
| 15 липня 1944    | Tanda          | Торговий пароплав | 7,174  | 5600 тонн генеральних вантажів, у тому числі 800 тонн копри і жиру | 216    | 19       | Британська імперія |
| 19 липня 1944    | King Frederick | Торговий пароплав | 5,265  | 6600 тонн солі і пошти                                             | 56     | 27       | Британська імперія |
| 2 листопада 1944 | Fort Lee       | Турбінний танкер  | 10,198 | 93 000 барелів мазуту                                              | 75     | 25       | США                |

9 травня 1945 року інтернований японськими військами в Сінгапурі. Після капітуляції Японії взятий в полон британськими військами. 13 листопада 1947 року звільнений.
1 липня 1956 року вступив в бундесмаріне. З вересня 1956 року служив у Федеральному міністерстві оборони в Бонні, одночасно в липні-серпні 1956 року служив в навчальному штабі A у Зонтгофені, з 5 серпня по 30 вересня 1956 року пройшов курс перекладача в університеті Майнца, з 30 квітня по 7 липня 1957 року служив у військово-морському училищі в Флесбурзі-Мюрвіку. 16 листопада 1957 року відправлений в резерв. З 1 лютого 1958 року — начальник 1-го підвідділу (Персонал та внутрішнє управління) Федерального міністерства оборони. В жовтні 1960 року пройшов інформаційний курс НАТО в Парижі. З 28 лютого 1961 року — начальник штабу командування ВМС «Схід». З квітня 1962 по початок 1964 року — командувач ВМС на Північному морі, одночасно з жовтня 1963 по вересень 1965 року — командир бази флоту. 1 жовтня 1965 року вийшов у відставку.

## Звання
- Кандидат в офіцери (1 квітня 1925)
- Фенріх-цур-зее (1 квітня 1927)
- Оберфенріх-цур-зее (1 червня 1928)
- Лейтенант-цур-зее (1 жовтня 1929)
- Оберлейтенант-цур-зее (1 липня 1931)
- Капітан-лейтенант (1 липня 1935)
- Корветтен-капітан (1 листопада 1939)
- Фрегаттен-капітан (1 серпня 1943)
- Капітан-цур-зее (1 квітня 1945)
- Адмірал флотилії (31 січня 1963)

## Нагороди
- Медаль «За вислугу років у Вермахті» 4-го і 3-го класу (12 років)
- Іспанський хрест в бронзі з мечами (6 червня 1939)
- Орден Корони (Югославія) 3-го класу (1939)
- Орден морських заслуг (Іспанія) 1-го класу білого дивізіону (31 серпня 1939)
- Орден Корони Італії, офіцерський хрест (1940)
- Орден «Святий Олександр», офіцерський хрест (Третє Болгарське царство; 3 вересня 1941)
- Орден Заслуг (Угорщина), офіцерський хрест (18 жовтня 1941)
- Орден Хреста Свободи 3-го класу з мечами (Фінляндія; 23 вересня 1942)
- Орден Меча, лицарський хрест 1-го класу (Швеція; 23 вересня 1942)
- Орден Корони короля Звоніміра 2-го класу з мечами (Незалежна Держава Хорватія; 26 вересня 1942)
- Хрест Воєнних заслуг 2-го класу з мечами (1943)
- Залізний хрест
  - 2-го класу (1944)
  - 1-го класу (14 серпня 1944)
- Нагрудний знак підводника (14 серпня 1944)
- Фронтова планка підводника в бронзі (20 квітня 1945)
- Орден «За заслуги перед Федеративною Республікою Німеччина», командорський хрест (31 травня 1966)